# Fehér Anna (tornász)
Fehér Anna (Budapest, 1921. szeptember 24. – Budapest, 1999. december 30.) magyar olimpiai ezüstérmes tornász, edző.

## Pályafutása
A Postás Sport Egyesület (PSE) sportolójaként vett részt tornászversenyeken. 15-szörös magyar bajnok.

### Olimpiai játékok
Az 1948. évi nyári olimpiai játékok női torna, összetett csapat sportágban csapattársaival (Vásárhelyi Edit, Kövi Mária, Köteles Erzsébet, Balázs Erzsébet, Tass Olga, Fehér Anna, Nagy Margit) lett ezüstérmes.